# Comté de Dunn (Dakota du Nord)
Pour les articles homonymes, voir Comté de Dunn et Dunn.
Le comté de Dunn est un des 53 comtés du Dakota du Nord, aux États-Unis. 
Siège : Manning.

## Démographie
| 1890 | 1910  | 1920  | 1930  | 1940  | 1950  |
| ---- | ----- | ----- | ----- | ----- | ----- |
| 159  | 5 302 | 8 828 | 9 566 | 8 376 | 7 212 |

| 1960  | 1970  | 1980  | 1990  | 2000  | 2010  |
| ----- | ----- | ----- | ----- | ----- | ----- |
| 6 350 | 4 895 | 4 627 | 4 005 | 3 600 | 3 536 |